# Football Club Lienden
Football Club Lienden é um clube holandês de futebol de Lienden, na Holanda. Foi fundado em 1 de agosto de 1930, e em 2010-11 disputa a temporada inaugural da recém-formada Topklasse, terceiro escalão do futebol holandês.
Em 12 de novembro de 2008, o clube ficou conhecido em todo o país após derrotar o Vitesse, time da primeira divisão holandesa, por 1 a 0 na terceira rodada da Copa da Holanda. Na 16ª rodada, eles foram derrotados por 2 a 0 pelo Roda JC após o tempo extra.

## Jogadores notáveis
- Joël Kitenge